# Тёкибунэ
Тёкибунэ (яп. 猪牙舟) — небольшое традиционное японское городское судно периода Эдо, тип лодки без крыши. В дословном переводе название означает «лодка кабаньего клыка», что связано с особенностью конструкции, так как нос судна имел вытянутую острую форму. Использовалось на внутригородских каналах Эдо, в частности из-за того, что на нём часто доставляли гостей в квартал красных фонарей Ёсивара, располагавшийся в районе Санъя, из-за чего судно также называли санъябунэ (яп. 山谷舟). В Кансае использовалось название «тёро».

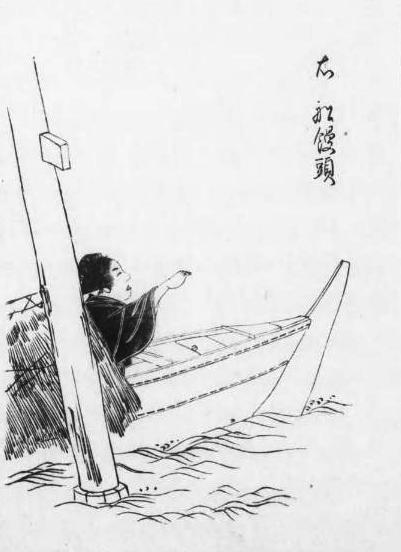
Тёкибунэ на рисунке авторства Масааки Исихары

Согласно информации, представленной в Энциклопедии городских нравов и обыкновений «Морисада-манко» (яп. 守貞謾稿), в годы бунка (1804—1818) в городе Эдо насчитывалось порядка 700 тёкибунэ. Путь до увеселительного квартала Ёсивара на тёкибунэ обычно начинался от моста Янаги через реку Канда, где швартовались плавучие гостиницы. Оттуда по реке Сумида до моста Окава и далее до канала Санъя, где пассажиры сходили и, как правило, нанимали каго до Ёсивары. Расстояние от моста Янаги до канала Санъя составляло около 30 тё (3,3 км), а проезд стоил 148 мон.
Длина корпуса составляла 30 сяку (около 9 м), ширина 4 сяку 6 сун (около 1,4 м), он имел вытянутую острую форму, из-за чего судно было не слишком устойчивым и легко раскачивалось. В связи с этим в Эдо даже существовала юмористическая хайку: «Руками держась, сижу в лодке-тёки. Какой стыд». Имелось в виду, что из-за крайней неустойчивости лодки пассажир очень часто для сохранения равновесия сидел на дне лодки с перекрещенными ногами, вцепившись обеими руками в борта судна. Однако по той же причине при использовании кормового весла во время гребли развивалась достаточная для быстрого хода движущая сила, что позволяло легко перемещаться на узких городских каналах.
На лодку могло сесть 1—2 пассажира. Фактически в период Эдо тёкибунэ выполняло функцию городского водного такси для быстрой перевозки людей.